# Österreichische Donaukraftwerke
Die Österreichische Donaukraftwerke AG oder Donaukraft war eine österreichische Gesellschaft, deren Aufgabe der Bau und der Betrieb von Wasserkraftwerken an der Donau war. Im Rahmen des 2. Verstaatlichungsgesetzes wurde sie 1947 als Sondergesellschaft der Österreichische Elektrizitätswirtschafts-Aktiengesellschaft gegründet, welche mit einer Beteiligung von mehr als 95 % auch Hauptaktionär war.
Ziel war die Planung und Errichtung einer durchgängigen Kette von Elektrizitätswerken zwischen der bayerisch-österreichischen und der österreich-tschechoslowakischen Grenze. Damit sollte die vollständige Nutzung der Wasserkraft der Donau sichergestellt werden.
Das Unternehmen war der größte Elektrizitätserzeuger Österreichs. 1999 wurde die Donaukraft in die VERBUND-Austrian Hydro Power AG umgewandelt und mit mehreren anderen Elektrizitätserzeugern verschmolzen. Mehrheitseigentümer ist weiterhin die Österreichische Elektrizitätswirtschafts-Aktiengesellschaft (VERBUND-Konzern).
Insgesamt wurden zehn Laufwasserkraftwerke errichtet. Zwei weitere Kraftwerke waren geplant. Beide wurden aufgrund massiver Proteste der Bevölkerung nicht errichtet: das eine in der Wachau bei Rossatz-Arnsdorf (siehe Wachau#Neuere Geschichte) und das andere in Hainburg (siehe Besetzung der Hainburger Au). Bei Hainburg sollte mit 351 MW das größte Elektrizitätswerk der Kraftwerkskette entstehen.

## Elektrizitätswerke an der Donau in Österreich
| Strom-km | Kraftwerk             | Bundes- land | Leistung (MW) | Regelarbeit (GWh /Jahr) | Auslastung | Ausbauwassermenge (m³/s) | Höhe OW (m) | Fallhöhe (m) | Stauraumlänge (km) | Fertigstellung |
| -------- | --------------------- | ------------ | ------------- | ----------------------- | ---------- | ------------------------ | ----------- | ------------ | ------------------ | -------------- |
| 2203,3   | Jochenstein           | OÖ, Bayern   | 132,0         | 850,0                   | 73 %       | 2050                     | 290         | 9,78         | 27,0               | 1956           |
| 2162,7   | Aschach               | OÖ           | 324,0         | 1662,0                  | 64 %       | 2480                     | 280         | 15,3         | 40,0               | 1964           |
| 2146,1   | Ottensheim-Wilhering  | OÖ           | 179,0         | 1134,9                  | 72 %       | 2250                     | 264,2       | 10,5         | 16,0               | 1974           |
| 2119,5   | Abwinden-Asten        | OÖ           | 168,0         | 995,7                   | 68 %       | 2475                     | 251         | 9,3          | 27,0               | 1979           |
| 2094,5   | Wallsee-Mitterkirchen | NÖ/OÖ        | 210,0         | 1318,8                  | 72 %       | 2700                     | 240         | 10,8         | 25,0               | 1968           |
| 2060,4   | Ybbs-Persenbeug       | NÖ           | 236,5         | 1335,9                  | 64 %       | 2650                     | 226,2       | 10,9         | 34,0               | 1959           |
| 2038,2   | Melk                  | NÖ           | 187,0         | 1221,6                  | 75 %       | 2700                     | 214         | 9,6          | 22,5               | 1982           |
| 1980,5   | Altenwörth            | NÖ           | 328,0         | 1967,6                  | 68 %       | 2700                     | 193,5       | 15           | 30,0               | 1976           |
| 1949,2   | Greifenstein          | NÖ           | 293,0         | 1717,3                  | 67 %       | 3150                     | 177         | 12,6         | 31,0               | 1985           |
| 1932,8   | Nußdorf               | Wien         | 04,5          | 24,6                    | 62 %       | –                        | –           | –            | –                  | 2005           |
| 1921,1   | Freudenau             | Wien         | 172,0         | 1052,0                  | 70 %       | 3000                     | 161,35      | 8,6          | 28,0               | 1998           |

Das E-Werk Jochenstein ist im Besitz der Donaukraftwerk Jochenstein AG und wird von der Grenzkraftwerke GmbH betrieben. Das Kleinkraftwerk Nussdorf liegt beim Einlaufwehr des Donaukanals und wird von einer eigenen Betriebsgesellschaft (AHP, Wien Energie, EVN) betrieben. Alle anderen Kraftwerke werden betrieben von Verbund-Austrian Hydro Power AG.
Insgesamt erzeugen die Kraftwerke an der Donau jährlich 13.200 GWh, und damit rund 20 % der öffentlichen Elektrizitätsgewinnung in Österreich. Mit Ausnahme des Kleinkraftwerks Nussdorf bilden die Donaukraftwerke im österreichischen Verbundnetz die historisch entstandene „Donauschiene“, welche abweichend vom 380-kV-Hochspannungsring mit einer Nennspannung von 220 kV betrieben wird.
Die Staumauern der meisten Donaukraftwerke werden auch zum Überqueren der Donau, zumindest für Fußgänger und Radfahrer, genutzt. Parallel zum Erstarken von Radtourismus und Freizeitradeln insbesondere entlang der Donau ab 1985 wurden – nach Demonstrationen und Lobbying – Kraftwerke zumindest außerhalb des Winters und tagsüber für Nichtmotorisierte zunehmend geöffnet. Einige haben eine durchgehende Fahrbahn von Ufer zu Ufer, einzelne weisen einen Überweg nur über Treppenstufen auf. Später errichtete wurden eher durchlässig für flussquerendes Radfahren gestaltet. Um weiter ins Hinterland zu kommen, muss mitunter noch ein Begleitgerinne über eine getrennte Brücke gequert werden; fällt dabei ein Umweg an ist die Querungsmöglichkeit weniger attraktiv. Genauso, wenn unsicher ist, ob einem auf Läuten das Betriebstor geöffnet wird. Früher wurde beim Kraftwerksbau zwar auf die Sicherheit bei Begehung durch Betriebsangehörige geachtet, bei der Gestaltung etwa von Geländern, Kranschienen, Dehnungsfugen und die automatisch anlaufend Rechenreinigungsanlage, nicht jedoch auf das Sicherheitsbedürfnis bei öffentlicher Nutzung durch Nichtmotorisierte, insbesondere von Radfahrenden.
Alle Kraftwerke weisen Anlagen zur Schleusung der Großschifffahrt auf der internationalen Wasserstraße auf; nicht jedoch Nußdorf, das nur ein kleines Nebengewässer ausleitet. Meist befinden sich zumindest an einem Ufer im Ober- und Unterwasser des Kraftwerks per Kfz-Anhänger befahrbare Rampen zum Aus- und Einbooten auch für Einsatzkräfte. Mitunter gibt es eine kurzwegige Strecke zum Umsetzen von Paddelbooten und Ähnlichem, samt Aus- und Einstiegsstellen.